# Northern California Open 1987
Il Northern California Open 1987 è stato un torneo di tennis giocato sul cemento. È stata la 2ª edizione del torneo, che fa parte del Virginia Slims World Championship Series 1987. Si è giocato ad Aptos negli USA dal 27 luglio al 2 agosto 1987.

## Campionesse

### Singolare
Elly Hakami ha battuto in finale  Melissa Gurney con il punteggio di 6–3, 6–4

### Doppio
Kathy Jordan /  Robin White hanno battuto in finale  Lea Antonoplis /  Barbara Gerken con il punteggio di 6–1, 6–0